# 赫爾辛基藝術大學美術學院
赫爾辛基藝術大學美術學院（芬蘭語：Taideyliopiston Kuvataideakatemia）是位於芬蘭赫爾辛基的赫爾辛基藝術大學中的三个学院之一，提供視覺藝術方面的教学和研究活动。该学院是芬兰唯一的美术专业大学级别的学校。2012年学院大约有300名学生，其中博士生有32名、外国留学生有13名。
学院授予美术专业的学士、硕士和博士学位。

## 歷史
學院創建於1848年，起初由一所私人機構「芬蘭藝術協會」所成立。學校在此時期尚稱為繪畫學校。
學校於1939年改名為芬蘭美術學院，於1985年再次更名為美術學院。
自1998年起，學院成為被核准授與學士與碩士學位的大學。
2013年，芬蘭美術學院、西貝柳斯學院和赫尔辛基戏剧学院合并成立为赫爾辛基藝術大學。

## 外部連結
- 赫爾辛基藝術大學美術學院官方網站 （页面存档备份，存于） （文） （瑞典文） （英文）